# 張一麐

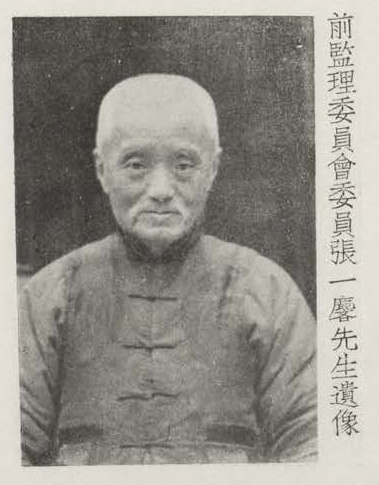

張一麐（1867年11月23日—1943年10月24日），字仲仁，號公紱、民傭，別署紅梅閣主、大圜居士、江東阿鬥、心太平室主人。江苏蘇州吳縣人。清朝及中华民国政治人物、慈善家、農村改革家。

## 生平
清同治六年（1867年），張一麐生于江苏省苏州府元和县。光緒四年（1878年），12歲，中秀才。光緒十一年（1885年），19歲，中舉人。1895年，甲午战争前清战败。康有为、梁启超公车上书未果，在京师设强學會，兴国民问政之风。張一麐等在蘇州設蘇學會，宣扬维新。
光緒二十九年（1903年），張一麐中經濟特科一等第二名，发往直隶以知县补用，入晚清重臣直隸總督袁世凱幕府，兼任《法政學報》主筆。宣統即位，袁氏被逐，張一麐共进退。
反对帝制
1912年1月1日，中华民国立。1913年10月6日，袁世凱当选大總統。既之，張一麐历任大總統府秘書长，政事堂機要局局長。因反对袁氏称帝，1915年10月5日，改任第一次徐世昌內閣教育總長。1916年4月，張一麐在總統府會議中怒责帝制鼓动者，憤而辭職。
1917年8月，張一麐任冯国璋大總統府秘書长。冯去位，張回乡。
造福桑梓
張一麐身居苏州，呼吁消弭军阀内战，积极为百姓福祉奔走。1921年，張一麐在上海倡議召開南北和平會議，当选和平期成会副会长，又任江苏省议会会员。曾同張謇組織蘇社，同李根源組織吳縣善人橋農村改進社，同吳蔭培等人創辦吳中保墓會，並担纲《吳縣誌》總纂。
張一麐十分热心公益事业，带头捐建公共图书馆（被日侵略军炸毁），现姑苏区苏州公园、体育场均出于其手笔。張一麐重视平民教育，创办、协办多所平民学校，还为盲聋哑人士设立专门学校, 组建中国红十字会吴县分会。
抗日斗士
1931年九·一八事變後，張一麐創辦《鬥報週刊》，號召國人救亡圖存。1932年一·二八事變爆發後，張一麐支援抗戰。1936年七君子事件發生後，張一麐參與營救七君子。1937年八一三事變後，張一麐組織抗敵後援會，並和李根源号召組織“老子軍”。老子軍事未成，却“壮气磅礴，足以振励国人”。
淞沪会战後，張一麐和李根源收殮抗日英烈的遺骸于蘇州善人橋，设英雄冢。
1937年10月，蘇州沦陷，張一麐严拒伪职。割须剃发，更换僧服，改号大圜，辗转於蘇州城外穹窿山，玄墓山，洞庭东、西山及诸寺庙间，参与抗日游击队斗争，决与苏州共存亡。1938年春，亲朋力劝，張一麐經上海、香港至武漢，任國民參政會參政員，旋隨遷重慶。1943年10月，張一麐病逝重慶。1947年9月，移灵苏州。
1948年1月16日，在众子女和孙辈簇拥下，張一麐灵柩安葬于苏州城外穹窿山白马岭白马寺山头。

## 著作
- 《心太平室集》
- 《現代兵事集》
- 《古紅梅閣筆記》
- 《直皖秘史》[6]

## 家族
先祖张载（1020年－1077年），横渠先生。
父張是彝，正定知縣。母吳氏。兄張一夔（殤）、張一鳳（早殤）。弟張一鵬。姊張氏，適夏孫桐，翰林院編修。妹張氏，適潘誦燕。
子
張為資(又名爲杭), 服务于中华民国外交部。
子
張爲鼎, 服务于中央信托局, 其子张万安编有《張一麐年谱》。
子
張爲壁, 由寄父武进赵椿年抚养留学,并承嗣改名赵璧孙, 其后人延姓赵, 居北京。
女
張爲珂、張爲璇。
侄
張爲章、張爲屏、張爲复、張爲儒。

## 誕辰150週年紀念
2018年，蘇州市公共文化中心(蘇州名人館、蘇州美術館)隆重舉辦《吳中耆宿 張一麐文獻展》 以彰顯先生柱危扶傾、澤被桑梓之卓越貢獻。